# Europacup I hockey mannen 2001
De 28ste Europcup I hockey voor mannen werd gehouden van 1 tot en met 4 juni 2001 op HC Bloemendaal. Er deden 8 teams mee, verdeeld over twee poules. Gastheer Bloemendaal won deze editie van de Europacup I.

## Poule-indeling

### Eindstand Groep A
| Team                 | Pnt | GS | W | G | V | DV | DT | DS |
| -------------------- | --- | -- | - | - | - | -- | -- | -- |
| 1. Harvestehuder THC | 7   | 3  | 2 | 1 | 0 | 9  | 2  | +7 |
| 2. Cannock HC        | 5   | 3  | 1 | 2 | 0 | 7  | 5  | +2 |
| 3. WKS Grunwald      | 4   | 3  | 1 | 1 | 1 | 7  | 7  | 0  |
| 4. Glenanne HC       | 0   | 3  | 0 | 0 | 3 | 4  | 13 | −9 |

### Eindstand Groep B
| Team              | Pnt | GS | W | G | V | DV | DT | DS |
| ----------------- | --- | -- | - | - | - | -- | -- | -- |
| 1. HC Bloemendaal | 7   | 3  | 2 | 1 | 0 | 4  | 2  | +2 |
| 2. Club Egara     | 5   | 3  | 1 | 2 | 0 | 4  | 2  | +2 |
| 3. Western HC     | 3   | 3  | 1 | 0 | 2 | 7  | 9  | −2 |
| 4. Lille MHC      | 1   | 3  | 0 | 1 | 2 | 6  | 8  | −2 |

## Poulewedstrijden

### Vrijdag 1 juni 2001
- 12.00 A Harvesthüder THC - Glenanne 4-1
- 14.00 A Cannock HC - WKS Grunwald 2-2
- 16.00 B Club Egara - Lille MHC 1-1
- 18.00 B HC Bloemendaal - Western HC 2-1

### Zaterdag 2 juni 2001
- 10.00 A Harvesthüder THC - WKS Grunwald 4-0
- 12.00 A Cannock HC - Glenanne 4-2
- 14.00 B Club Egara - Western HC 3-1
- 16.00 B HC Bloemendaal - Lille MHC 2-1

### Zondag 3 juni 2001
- 10.00 A WKS Grunwald - Glenanne 5-1
- 12.00 A Harvesthüder THC - Cannock HC 1-1
- 14.00 B Lille MHC - Western HC 4-5
- 16.00 B HC Bloemendaal - Club Egara 0-0

## Finales

### Maandag 4 juni 2001
- 09.00 4e A - 3e B Glenanne - Western HC 0-6
- 10.00 3e A - 4e B WKS Grunwald - Lille MHC 3-1
- 11.30 2e A - 2e B Cannock HC - Club Egara 0-6
- 14.00 1e A - 1e B Harvesthüder THC - HC Bloemendaal 1-3

## Einduitslag
1.  HC Bloemendaal 

2.  Harvestehuder THC 

3.  Club Egara 

4.  Cannock HC 

5.  WKS Grunwald 

5.  Western HC 

7.  Glenanne HC 

7.  Lille MHC

## Kampioen
| Europacup I 2001         |
| ------------------------ |
| HC Bloemendaal 2de titel |